# 3505 Byrd
3505 Byrd је астероид главног астероидног појаса са средњом удаљеношћу од Сунца која износи 3,012 астрономских јединица (АЈ).
Апсолутна магнитуда астероида је 11,7.